# Хитрикова, Мария Владимировна
Мария Владимировна Хитрикова (28 июня 1990, Днепропетровск, УССР — 2 марта 2012, Эльбрус, Россия) — украинская альпинистка и скайраннер. Трёхкратный призёр чемпионатов Украины по альпинизму в высотном классе, неоднократный призёр международных забегов на Эльбрус. Номинант премии «Стальной ангел» за восхождения на восьмитысячники Гашербрум I и Гашербрум II. Погибла во время восхождения на Эльбрус.

## Биография
Родилась в семье Владимира и Елены Хитриковых. Отец — мастер спорта СССР по альпинизму, участник советской экспедиции на Лхоцзе по Южной стене, мать также была альпинисткой.
Уже в 12-летнем возрасте совершила восхождение на Эльбрус, а в 16 ей покорился первый семитысячник — пик Ленина. Летом 2011 года вместе с польской альпинисткой Александрой Дзик совершила бескислородное восхождение на свой первый восьмитысячник — Гашербрум II, а после на Гашербрум I (Хидден-Пик) — 13-ю по высоте вершину мира (также без кислорода). За восхождение на два восьмитысячника в одном сезоне была номинирована на получение премии «Стальной ангел».
За свою короткую альпинистскую карьеру трижды становилась призёром чемпионата Украины в высотном классе.
Пропала без вести 2 марта 2012 года во время спуска с Эльбруса, на который совершала восхождение в качестве руководителя группы из трёх альпинистов. На спуске группа сбилась с маршрута в условиях непогоды, о чём Хитрикова сообщила по телефону спасателям около в 20:30 по московскому времени. Одного из участников группы — Романа Куцея удалось спасти, 4 марта в районе скал Пастухова на высоте 4700 метров спасателями было обнаружено тело Хитриковой, тело третьего участника группы — Дениса Лисова так и не найдено.
На момент гибели Хитрикова была студенткой 4-го курса Днепропетровского национального университета.

## Восхождения

### Восхождения на семитысячники
- 2006 — пик Ленина (7 134 м), Памир, Кыргызстан.
- 2007 — Ама-Даблам (6 814 м), Гималаи, Непал. Второе место на чемпионате Украины (Высотный класс).
- 2008 — Хан-Тенгри (6 995 м), Тянь-Шань. Четвёртое место чемпионата Украины (Высотный класс).
- 2009 — Пик Корженевской (7 105 м), Памир, Таджикистан. Второе место на чемпионате Украины (Высотный класс).

### Восхождения на восьмитысячники
- 2011 — Гашербрум II (8035 м), Каракорум (горная система), Пакистан. Маршрут по Южному склону Восточного гребня (классика, Ф. Моравец — 1956 г.), категория сложности — 5Б[7].
- 2011 — Гашербрум I (8080 м), Каракорум (горная система), Пакистан. Маршрут по Северо-Западной стене по Японскому кулуару, категория сложности — 5Б[8].

### Скайраннинг
- 2009 — Эльбрус, V international ELBRUS RACE, первое место на трассе «Классика».
- 2010 — Эльбрус, Red Fox Elbrus Race, второе место на трассе «Классика».
- 2010 — Эльбрус, VI international ELBRUS RACE, второе место на трассе «Экстрим». (от Азау).